# Ruslan Fedorov
Ruslan Fedorov, né le 9 novembre 1993, est un coureur cycliste ouzbek.

## Palmarès et résultats

### Palmarès par année
- 2011
  - 1re étape du Tour du Mazandéran
- 2013
  -  Champion d'Ouzbékistan sur route espoirs
  - 3e du championnat d'Ouzbékistan du contre-la-montre espoirs
- 2017
  - 3e du championnat d'Ouzbékistan du contre-la-montre

### Classements mondiaux
| Année         | 2014 |
| ------------- | ---- |
| UCI Asia Tour | 427e |

### Palmarès sur piste
- 2015
  -  Champion d'Ouzbékistan de poursuite par équipes (avec Gumerov Timur, Sergey Medvedev et Vadim Shaekhov)
  -  Champion d'Ouzbékistan de l'américaine (avec Sergey Medvedev)
  -  Champion d'Ouzbékistan de course aux points
  - 2e du championnat d'Ouzbékistan de vitesse